# Țestoasele Ninja (film din 1990)
Țestoasele Ninja (titlu original: Teenage Mutant Ninja Turtles) este un film american cu supereroi din 1990 regizat de Steve Barron și scris de Todd W. Langen și Bobby Herbeck după o povestire de Herbeck. Este prima adaptare de film a personajelor de benzi desenate create de Kevin Eastman și Peter Laird. Rolurile principale au fost interpretate de Judith Hoag și Elias Koteas cu vocile lui Brian Tochi, Robbie Rist, Corey Feldman și Josh Pais. Țestoasele Ninja urmărește aventurile Țestoasele într-o călătorie de a salva pe maestrul lor Splinter cu noii lor aliați April O'Neil și Casey Jones din mâinile lui Shredder și Clanului său Picior.
Filmul adaptează benzile desenate timpurii, cu o mulțime de elemente preluate de la serialul de animație contemporan. Costumele de țestoase au fost dezvoltate de Jim Henson's Creature Shop, unul din ultimele proiecte realizate pe timpul vieții lui Jim Henson, care a murit la scurt timp după premiera filmului. Filmările au luat loc în Carolina de Nord și New York City.
Țestoasele Ninja a fost lansat la cinematografe în Statele Unite pe 30 martie 1990 de New Line Cinema. A primit o recepție mixtă, dar a fost un succes la box office, încasând 202 milioane $ pe un buget de 13,5 milioane $; a fost filmul independent cu cele mai mari încasări din toate timpurile la acest timp și a fost al nouălea film cu cele mai mari încasări al anului 1990. A fost urmat de Țestoasele Ninja 2 (1991) și Țestoasele Ninja 3 (1993). Este singurul film din trilogia originală care nu a fost distribuit internațional de 20th Century Fox.

## Distribuție

### Actori
- Judith Hoag ca April O'Neil
- Elias Koteas este Casey Jones
- James Saito ca Shredder
- Michael Turney ca Danny Pennington
- Jay Patterson ca Charles Pennington
- Raymond Serra ca Chief Sterns
- Toshishiro Obata ca Tatsu
- Sam Rockwell ca Head Thug

### Actori de voce
- Brian Tochi ca Leonardo
- Robbie Rist ca  Michelangelo
- Corey Feldman ca Donatello
- Josh Pais  ca Raphael
- Kevin Clash ca  Splinter
- David McCharen ca Shredder
- Michael McConnohie ca Tatsu